# Phụ thuộc tâm lý
Phụ thuộc tâm lý là một trạng thái liên quan đến các triệu chứng mất động lực của cảm xúc, ví dụ như lo lắng và thiếu niềm vui, khi ngừng sử dụng ma túy hoặc một số hành vi nhất định. Nó phát triển thông qua tiếp xúc thường xuyên với một chất kích thích tâm thần hoặc hành vi, mặc dù sự phụ thuộc hành vi ít được nói đến. Cơ chế cụ thể liên quan đến sự thích ứng với tế bào thần kinh, có thể được trung gian thông qua những thay đổi trong hoạt động dẫn truyền thần kinh hoặc thay đổi biểu hiện thụ thể. Các triệu chứng cai nghiện có thể được giảm bớt bằng cách làm phong phú môi trường sống và hoạt động thể chất. Phụ thuộc tâm lý không được nhầm lẫn với sự phụ thuộc về thể chất, mà gây ra các triệu chứng cai nghiện thể chất khi ngừng sử dụng chất gây nghiện. Tuy nhiên chúng không loại trừ lẫn nhau.

## Triệu chứng
Các triệu chứng của việc phụ thuộc tâm lý bao gồm:
- Sự lo ngại
- Cơn hoảng loạn
- Chứng khó đọc
- Mất khoái cảm (anhedonia)
- Thèm khát
- Căng thẳng [1]

## Phát triển
Phụ thuộc tâm lý là do tiếp xúc thường xuyên và thường xuyên với một loại thuốc hoặc hoạt động hành vi. Nó thường liên quan đến tác dụng của việc sử dụng chất gây nghiện, nhưng nó cũng có thể được gây ra bởi hoạt động hành vi, ví dụ như xem nội dung khiêu dâm.
Cơ chế tạo ra sự phụ thuộc liên quan đến sự thích ứng với tế bào thần kinh, được tập trung vào khu vực nơi sự tăng cường tích cực của thuốc hay hành vi bắt nguồn từ đó. Sự thích ứng này có thể xảy ra hoặc là một sự thay đổi trong hoạt động dẫn truyền thần kinh hoặc là một biểu hiện thụ thể thay đổi.
Thay đổi hoạt động dẫn truyền thần kinh
Các nghiên cứu đã chỉ ra rằng ở những con chuột đã trải qua quá trình cai nghiện ethanol, cai nghiện chất kích thích hoặc cai nghiện opioid, các hạt nhân cho thấy mức độ serotonin và dopamine thấp hơn so với nhóm chứng. Những giảm này có liên quan đến trầm cảm và lo lắng.
Trong các khu vực khác biệt về mặt giải phẫu của não chuột, việc cai nghiện thuốc gây ra nồng độ axit Gamma-Aminobutyric, neuropeptide Y thấp hơn và mức độ cao hơn của dynorphin, yếu tố giải phóng corticotropin, cũng như norepinephrine. Tất cả những thay đổi này được liên kết với sự phụ thuộc tâm lý.